# Eusebio Antonio de Icaza González
Eusebio Antonio de Icaza González (* 15. Februar 1948 in der mexikanischen Botschaft in Beirut) ist ein ehemaliger mexikanischer Botschafter.

## Leben
Eusebio Antonio de Icaza González Vater war Francisco Asís de Icaza y León. Eusebio Antonio de Icaza González studierte Internationale Beziehungen an der Fakultät für Sozial- und Politikwissenschaften der Universidad Nacional Autonoma de Mexico. Er durchlief eine Bilderbuch-Karriere entlang der Mindestalter für die jeweiligen Ränge. Er trat 1970 mit dem Rang eines Vize-Konsul in den auswärtigen Dienst. Er wurde 1971 zum Sekretär dritter Klasse, 1972 zum Sekretär zweiter Klasse und 1974 Sekretär erster Klasse befördert. 1975 wurde er consejero, 1979 ministro consejero und am 12. April 1982 zum Botschafter befördert.
In der Secretaría de Relaciones Exteriores war er von 1970 bis 1971 Analyst. Von 1973 bis 1974 Assistent des Staatssekretärs im Außenministerium José S. Gallástegui. Von 1974 bis 1977 Assistent der Staatssekretäre im Außenministerium Alfonso de Rosenzweig-Díaz. Von 1980 bis 1983 Generaldirektor. Von 1983 bis 1986 leitete er die Abteilung für Lateinamerika und die Karibik. Von 1988 bis 1991 war er Sekretär des Außenministers. Von 1991 bis 1993 war er höchster Beamter im Außenministerium. Von 1971 bis 1973 war er als tercer secretario Geschäftsträger in Panama.
| Vorgänger                          | Amt                                                                                      | Nachfolger                           |
| ---------------------------------- | ---------------------------------------------------------------------------------------- | ------------------------------------ |
| Celestino Herrera Frimont          | Mexikanischer Botschafter in Managua 3. April 1971 bis 15. Februar 1974                  | Joaquín Mercado Flores               |
| Roberto de Rosenzweig-Díaz Azmitia | Mexikanischer Botschafter in San Salvador 23. März 1974 bis 30. März 1977                | Rafael Urdaneta de la Tour           |
| Alfonso Herrera-Salcedo González   | Mexikanischer Botschafter in Kairo 14. Oktober 1977 bis 14. November 1980                | Armando Cantú Medina                 |
| Francisco Cuevas Cancino           | Mexikanischer Botschafter in Brasilia 28. November 1980 bis 14. Mai 1986                 | Antonio González de León Quintanilla |
| José Luis Vallarta Marrón          | Vertreter der Regierung Mexikos bei der OEA in Washington 1. Juni 1986 bis 18. März 1991 | Andrés Leopoldo Valencia Benavides   |
| Alejandro Sobarzo Loaiza           | Mexikanischer Botschafter in Caracas 25. März 1991 bis 16. Januar 1994                   | José Gabriel Newman Valenzuela       |
| Miguel Marín Bosch                 | Mexikanischer Botschafter in Genf 14. Mai 1995 bis 20. Februar 2001                      | Gustavo Albin Santos                 |
| Francisco José Cruz González       | Mexikanischer Botschafter in Rabat 19. April 2001 bis 25. Juli 2001                      | Juan Antonio Mateos Cícero           |